# Neptis suavior
Neptis suavior är en fjärilsart som beskrevs av Hans Fruhstorfer 1908. Neptis suavior ingår i släktet Neptis och familjen praktfjärilar. Inga underarter finns listade i Catalogue of Life.